# Valar

Powiązania między poszczególnymi Valarami

Valarowie (qya. Valar, Potęgi, lp. Vala) – postaci ze stworzonej przez J.R.R. Tolkiena mitologii Śródziemia, część najmożniejszych i najpiękniejszych spośród Ainurów, którzy w przeciwieństwie do swych braci pozostających z Eru poza obrębem Świata, wybrali zejście na Ardę. Ludzie nazywali ich czasem bogami, elfowie natomiast Potęgami Ardy. Od początku mieli określoną płeć, mimo że byli istotami duchowymi.
Po powołaniu do istnienia Ei, urzeczywistniającej wizję z Ainulindalë, pokochali Stworzenie i zstąpili do Wszechświata na początku Czasu. Ukształtowali Ziemię i zstąpili na nią, by opiekować się nią i jej mieszkańcami w imieniu Ilúvatara oraz bronić ich przed Morgothem. Zgodnie z wolą Jedynego, związali oni swoją władzę ze Światem aż do końca czasów. Mogli przybierać kształty na podobieństwo Dzieci Ilúvatara, lecz ich ciała były wtedy wielkich rozmiarów.

## Rola Valarów w historii Ardy
Na początku dziejów Ardy zajmowali się kształtowaniem Ardy, walcząc przy tym z Melkorem. Zwyciężywszy, osiedlili się w Almaren. Po rozbiciu Latarni przez Melkora zamieszkali w Amanie, w krainie nazwanej Valinorem, gdzie – według mitologii Śródziemia – wciąż żyją. Wznieśli Pelóri, Varda stworzyła gwiazdy, a po przebudzeniu się elfów sprowadzili ich do Amanu. Drugi raz doświadczyli niszczycielskiego działania Melkora, gdy wyswobodzono go z okowów: zniszczone zostały Drzewa Valinoru, a Ñoldorowie wrócili do Śródziemia. Na miejsce Drzew Valarowie stworzyli Isil i Anar.
Podczas Pierwszej Ery wstrzymywali się od interwencji w wojnie o Beleriand. Uczynili jednak wyjątki, kiedy Námo pozwolił Berenowi i Lúthien na opuszczenie Domów Umarłych i kiedy Ulmo pokierował losami Tuora. Na skutek poselstwa Eärendila przystąpili do Wojny Gniewu i wyrzucili Melkora poza Eę. By zapewnić Quendim i Atanim bezpieczeństwo, wynieśli statek Eärendila z nim samym trzymającym Silmaril na nieboskłon i ukształtowali Elennę. Przebaczyli też wszystkim Ñoldorom (prócz Galadrieli) i pozwolili im wrócić do Amanu.
W Drugiej Erze ustanowili dla Númenorejczyków Zakaz, by możliwość obcowania z mieszkańcami Amanu nie skusiła ich do porzucenia daru śmiertelności. Gdy armia Ar-Pharazôna wylądowała w Amanie, na chwilę oddali Eru swoje obowiązki, a on odmienił Ardę.
Około 1000 roku Trzeciej Ery wysłali do Śródziemia Istarich, by Dzieci Ilúvatara pokonały Saurona. Być może za ich sprawą Gandalf został przywrócony do życia. W Czwartej Erze całkowicie wycofali się z wywierania wpływu na bieg świata.

Jest to znamienna cecha Valarów, pochodzących spoza świata, że każdą rzecz i każde stworzenie pojawiające się w oznaczonym czasie na Ei witali jak coś nowego i niespodziewanego, chociaż wszystko zostało niegdyś zapowiedziane w Muzyce i z góry ukazane w Wizji.

Valarowie wymienieni są tu w kolejności podanej przez Tolkiena w Silmarillionie. Ich imiona pochodzą z quenyi.

## Valarowie

### Manwë
Najmilszy Ilúvatarowi, drugi co do potęgi, a pierwszy co do autorytetu spośród Valarów; brat Melkora, a mąż Vardy. Był głównym wykonawcą drugiego tematu Ainulindalë, który został powołany do zagłuszenia dysonansów Melkora. Jest suwerennym władcą Ardy i zwierzchnikiem Valarów. Nie rozstaje się ze swoją żoną, Vardą, z którą przebywa w pałacu najwyższej góry Ardy, Taniquetilu. Stamtąd obserwuje wydarzenia toczące się na Ziemi. Ma przydomek Súlimo (qya. Władający Oddechem Ardy), ponieważ jego domeną są powietrze i wiatry. Szczególną opieką darzy ptaki, stąd orły zwane są jego sługami. Zaprzyjaźnił się z Ulmem i wraz z nim najwierniej służy Ilúvatarowi. W Amanie przewodzi naradom Valarów. W humanoidalnej postaci ma oczy i ubranie koloru błękitnego. Nazywany jest Królem Valarów, Królem Ardy.
Nie mógł zrozumieć zła Melkora, dlatego uwierzył w jego pozorowaną skruchę i uwolnił go z okowów.
Służą mu m.in. Eönwë i Olórin. Jego imię znaczy dobry, czysty.
Jego imieniem nazwano planetoidę.

### Ulmo

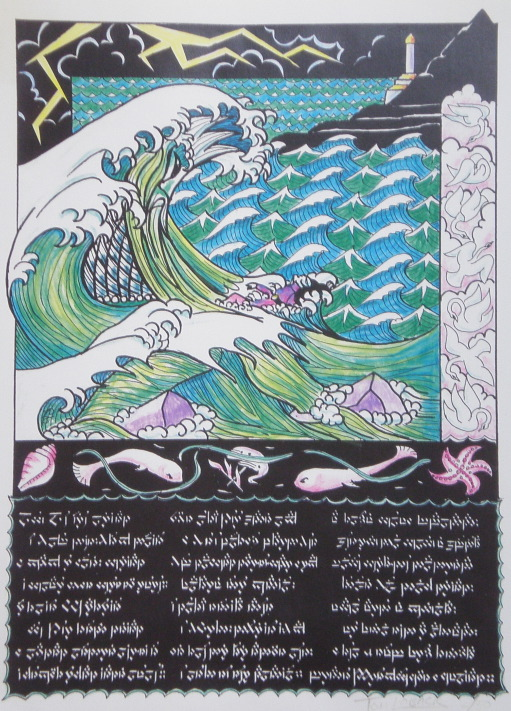
Ulmo ratuje Elendila.

Jest panem wód, żyje w odosobnieniu, nie ma stałej siedziby. Najlepiej spośród stworzeń rozumie muzykę. Z Ekkai kieruje ruchami wód. Rzadko przybiera materialną postać i pojawia się na spotkaniach Valarów. Przemierzając wszystkie wody Ardy bezustannie czuwa nad Dziećmi Ilúvatara, bez względu na ich postępowanie. Jego duch płynie wszystkimi żyłami świata. Tak Valarowie dowiadują się o rzeczach niedostępnych dla Manwego i Vardy. Ulmo gra na swoich rogach z białej muszli – Ulumúri – wykonanych przez Majara Salmara, które mają tę właściwość, że ten, kto je usłyszy, nabiera tęsknoty do morza. Na wezwanie Ilúvatara, podczas Ainulindalë, zaczął ściśle współpracować z Manwem, zaprzyjaźnił się z nim i razem najwierniej służą Eru. Zaopiekował się Telerimi, których nauczył tworzenia muzyki. Nazywany jest Królem Morza.
Służą mu m.in. Ossë i Uinena. Jego imię znaczy Ten, który napełnia wodą lub Ten, który spuszcza deszcz.

### Aulë
Jest mężem Yavanny. Zajmuje się substancjami, z których zbudowana jest Arda. Przy jej kształtowaniu współpracował z Manwem i Ulmem, ukształtował lądy, wnętrze ziemi i dna oceanów. Długo kłócił się z Melkorem, który mu zazdrościł i do którego najbardziej był podobny spośród Valarów. Obydwaj bowiem lubili tworzyć rzeczy niemożliwe do stworzenia przez nikogo innego i słuchać pochwał. Jednak w odróżnieniu od Melkora Aulë podporządkowywał woli Eru wszystkie swoje dzieła i dzielił się swoimi umiejętnościami.
Najważniejszym dziełem Aulego były wykute na prośbę jego żony Yavanny dwie ogromne, kamienne Latarnie, które miały oświetlać Śródziemie. Zostały rozmieszczone na południowym (Ormal) i północnym (Illuina) krańcu Śródziemia. Ich stworzenie zapoczątkowało drugi okres w historii Śródziemia – Lata Latarni.
Był twórcą krasnoludów, jako że nie mógł się doczekać pojawienia się na świecie dzieci Ilúvatara, ludzi i elfów. Ilúvatar potwierdził ich prawo do samodzielnego bytu i uznał je za swe przybrane dzieci, jednak pozwolił wyjść na świat dopiero po nadejściu elfów. Krasnoludowie nazywali swego stwórcę Mahalem.
Gdy do Valinoru przybyli elfowie, Ñoldorowie stali się uczniami Aulego. Najzdolniejszym z nich był Fëanor, który dzięki jego naukom stworzył Silmarile. Po Ucieczce Ñoldorów ci z nich, którzy pozostali w Amanie pod wodzą Finarfina, nazwali siebie Aulendur, Uczniami Aulego.
Jego sługami byli m.in. Saruman i Sauron. W valarinie jego imię brzmi Aȝûlêz.

### Oromë
Jest mężem Vány i bratem Nessy, myśliwym polującym na złe stworzenia. Szczególnie przywiązał się do Śródziemia, które niegdyś często odwiedzał wraz ze swoim orszakiem, i opuścił je jako ostatni z Valarów. To on znalazł i poprowadził elfów z Cuiviénen na Zachód. Lubi drzewa, dlatego Quendi nazwali go w quenyi Aldaron, a w sindarinie Tauron – Pan Lasów. Jego wierzchowcem jest siwy Nahar. Do jego orszaku należał także Huan. W lasach Valinoru ćwiczył swoje zwierzęta do tropienia sług Melkora.
Jego sługami są m.in. Tilion i Alatar. Imię Oromë znaczy Dmący w róg. Jego sindarińska wersja brzmiała Araw.

### Námo
Starszy z Fëanturion (qya. Władców Dusz, M. Fëanturi), brat Nienny i mąż Vairë. Popularnie nazywany jest Mandosem od miejsca swojego zamieszkania. Tam, w zachodniej części Valinoru, pilnuje Domów Umarłych. Dokładnie pamięta przeszłość i zna przyszłość z wyjątkiem tych faktów, których nie rozstrzygnął sam Eru. Sądzi na polecenie Manwego. Wypowiedział dwie przepowiednie, zwane Pierwszą i Drugą Przepowiednią Mandosa. Traktują one o – odpowiednio – skutkach ucieczki Ñoldorów i ostatniej bitwie Dagor Dagorath.
Jego sługą jest Pallando. Imię Námo znaczy Orzekający, Sędzia.

### Irmo
Młodszy z Fëanturion, brat Nienny i mąż Estë. Popularnie nazywany od miejsca swego przebywania Lórienem (qya. Władcą snów) pan wizji i marzeń sennych. Jego mieszkanie jest najpiękniejszym miejscem Valinoru; tam m.in. przebywali Meliana i Olórin. Wszyscy mieszkańcy Valinoru przybywają do Lórienu, do jego orzeźwiających źródeł, by odpocząć od swoich obowiązków.
Jego imię znaczy Pragnący, Pan pragnień.

### Tulkas
Najsilniejszy i najmężniejszy spośród istot stworzonych przez Eru, mąż Nessy. Na Ardę przybył jako ostatni, gdy Valarowie toczyli pierwszą wojnę z Melkorem, gniewny i roześmiany zmusił go do opuszczenia Ardy. Od tego czasu Władca Ciemności szczególnie go nienawidzi. Tulkas nie potrzebuje ani broni, ani wierzchowców. Gdy przyobleka materialną postać, ma rumianą cerę i złociste włosy i brodę. Nie zajmuje się ani przeszłością, ani przyszłością, jak Námo, lecz jest dobrym przyjacielem.

## Valiery

### Varda

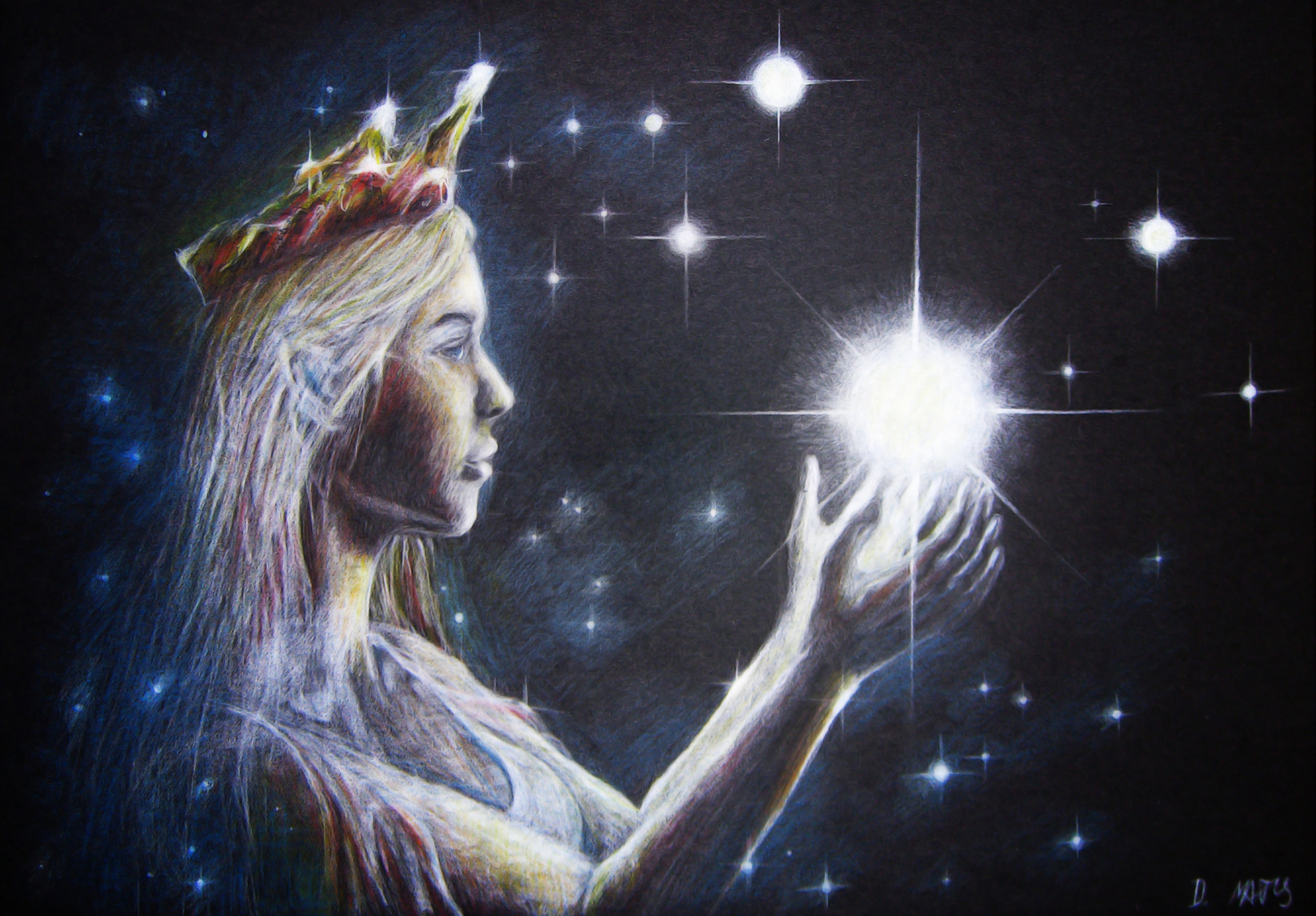
Wyobrażenie Vardy Elentári

Jest żoną Manwego, zstąpiła na Ardę, by mu pomóc. Przed Ainulindalë spotkała i odtrąciła Melkora, który odtąd najbardziej ją nienawidził i bał się jej. Gdy siedzi z Manwem na tronie na Taniquetilu, najlepiej spośród wszystkich stworzeń słyszy, co dzieje się na Ziemi. Opiekuje się światłem na Ardzie: to ona stworzyła gwiazdy, rozświetliła Latarnie, uświęciła Silmarile, określiła bieg Anaru i Isilu, wyniosła Eärendila wraz z Silmarilem.
Gdy przebudzili się Quendi, najpierw zobaczyli gwiazdy. Dlatego ją ze wszystkich Valarów kochają najbardziej i śpiewają o niej, m.in. w aerlinnie A Elbereth Gilthoniel. Nazywana jest przez nich Elentári (qya. Królową Gwiazd).
Jej sługami są Ilmarë i Olórin. Imię Varda znaczy Wyniesiona wysoko.
Jej imieniem nazwano planetoidę.

### Yavanna
Jest żoną Aulego i starszą siostrą Vány. Jej domeną jest przyroda. Gdy wyglądem naśladuje Dzieci Eru, ubrana jest na zielono, lecz pojawia się też jako drzewo sięgające do nieba. Zwana jest Kementári (qya. Królową Ziemi).
Namówiła swego męża do wybudowania dwóch Latarni, od których wziął swą nazwę drugi okres w historii Śródziemia – Lata Latarni. Po obaleniu Latarni przez Melkora, które spowodowało zniszczenie siedziby Valarów na Almarenie, Yavanna stworzyła Dwa Drzewa Valinoru – Telperion i Laurelin. Akt ten dał początek trzeciemu okresowi w historii Środziemia – Latom Drzew.
Gdy Eru darował życie stworzonym przez Aulego krasnoludom, Yavanna obawiała się, że zetną drzewa w Śródziemiu. Eru odpowiedział na jej prośbę tworząc entów, Pasterzy Drzew.
Yavanna także w czasach ciemności nie chciała się całkowicie wyrzec pamięci o Krainach Zewnętrznych, bo wszystko, co rośnie, jest drogie jej sercu, i bolało ją, że Melkor skaził życie, przez nią posiane w Śródziemiu. Niekiedy więc porzucała dom Aulego i kwitnące łąki Valinoru i spieszyła do Sródziemia, aby goić rany zadane przez Nieprzyjaciela. Po powrocie nalegała, żeby podjęli walkę ze złymi siłami, które koniecznie trzeba pokonać, zanim obudzą się Pierworodni.
Jej sługą jest Aiwendil. Imię Yavanna oznacza Darczyni owoców.

### Nienna
Jest siostrą Fëanturion. Żyje samotnie na najdalszych częściach zachodniego Amanu. Częściej, niż w Valmarze, bywa w pobliskim Mandosie. Opłakuje straty zadane Ardzie przez Melkora, a jej łzy przyspieszyły wzrost Dwóch Drzew i sprawiły, że Drzewa wydały ostatni kwiat i owoc. Podczas Ainulindalë lamentowała, a ten smutek został zawarty w Stworzeniu. Uczy miłosierdzia, mądrości, współczucia i nadziei. Wspiera oczekujących w Domach Umarłych. Okna jej domu zwrócone są ku temu, co leży poza murami Świata.
Jej największym uczniem był Olórin. Służy jej Pallando.

### Estë
Jest żoną Irmo, razem z nim mieszka w Lórien. Daje odpoczynek wszystkim tam przebywającym. Za dnia śpi na wyspie na środku jeziora Lorellin. Ubiera się na szaro.
Jej służebnicą jest m.in. Meliana. Imię Estë znaczy Odpoczynek.

### Vairë
Jest żoną Námo. Nosi przydomek Tkaczka, ponieważ tka gobeliny, które pokrywają komnaty Mandosu i przedstawiają wszystko, co ma miejsce w Czasie.
Jej służebnicą jest m.in. Meliana.

### Vána
Jest żoną Oromego, młodszą siostrą Yavanny. Jej imię znaczy Wiecznie Młoda. Kochają ją wszystkie ptaki, a rośliny wyrastają dookoła jej stóp. W jej valinorskich ogrodach rosną złociste kwiaty.
Jej służebnicą jest m.in. Ariena.

### Nessa
Jest siostrą Oromego. Lubi tańczyć w Valmarze. Kiedy odwiedza lasy, towarzyszą jej sarny i jelenie, z którymi się ściga. W czasie Wiosny Ardy poślubiła Tulkasa i tańczyła na łąkach Almaren, ówczesnej siedziby Valarów.

## Aratar
Aratarowie (Wyniesieni Wysoko, Szlachetni Ardy) to Valarowie obdarzeni największą mocą, górowali oni potęgą i dostojeństwem nad wszystkimi istotami, zarówno pozostałymi Valarami, Majarami, jak i innymi stworzeniami. Początkowo dziewięcioro, a po odejściu Melkora ośmioro spośród Valarów i Valier. Należą do nich: Manwë i Varda, Ulmo, Yavanna i Aulë, Námo, Nienna i Oromë. Wszyscy oni pozostają sobie równi majestatem, Valaquenta rozróżnia ich jednak pod względem rozporządzanej mocy i posiadanej siły.

## Valarowie w krytyce i innych dziełach kultury
Tom Shippey w swojej książce Droga do Śródziemia podaje analogię działania Valarów do Opatrzności: umożliwiającej Thorinowi Dębowej Tarczy spotkanie z Gandalfem w Bree, zsyłającej sen na Faramira i Boromira, sprawiającej, że na okrzyk Gondorczyków: Oby ich Valarowie odpędzili na bok! olifant się zachwiał, czy przywracającej Gandalfa po walce z Balrogiem do życia.
Ted Nasmith w ramach kolekcji obrazów inspirowanych fabułą Silmarillionu przedstawił kilka scen z udziałem Valarów.